# Marie Touchet

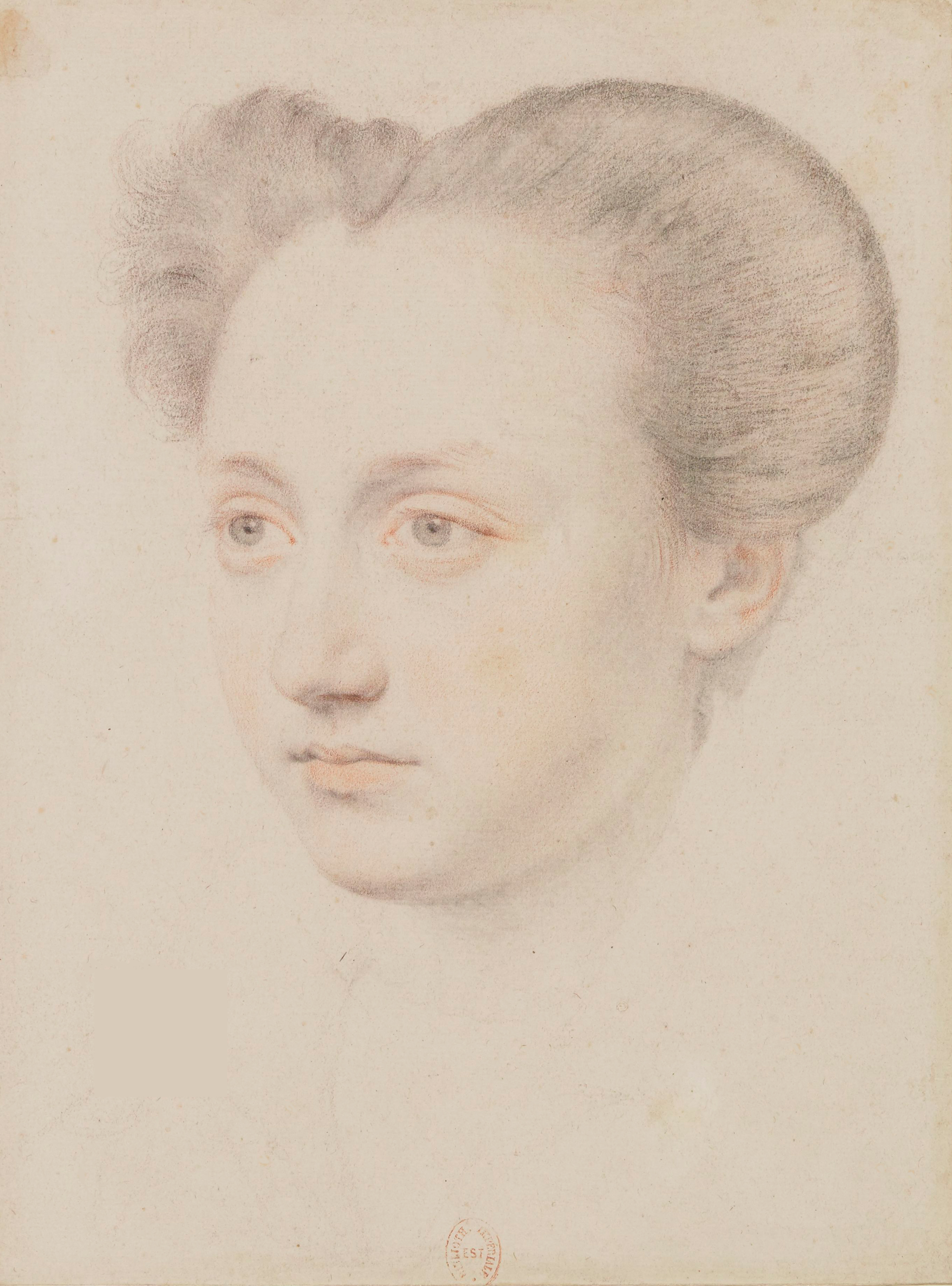
Porträtzeichnung Marie Touchets von François Quesnel, um 1574

Marie Touchet (* 1549 in Orléans; † 28. März 1638 in Paris) war Dame de Belleville und eine Mätresse des französischen Königs Karl IX.

## Leben
1569, inmitten eines Bürgerkrieges und nach Jahren, in denen sich der französische Hof über das mangelnde Interesse an Frauen seines Königs Karl IX. gewundert hatte, traf ebendieser in Orléans auf die bürgerliche Marie Touchet, Tochter eines Richters, und verliebte sich Hals über Kopf in sie. Er sollte ihr bis zu seinem Tod 1574 treu bleiben. Aus ihrem Namen formte er das Anagramm „Je charme tout“ (deutsch: „Ich bezaubere alles/alle“) und nahm sie im selben Jahr mit nach Paris, wo sie als Hofdame im Gefolge seiner Schwester Marguerite einen Platz fand. Marie Touchet war Hugenottin, aber alles weist darauf hin, dass sie sich nie in die Politik einmischte, ja es gilt sogar als sehr unwahrscheinlich, dass sie den jungen König jemals in seiner Haltung zu den Hugenotten beeinflusst hat. Dennoch wirkte sich ihre Anwesenheit positiv auf Karl aus: Er war stets ruhig und ausgeglichen, wenn sie um ihn war, und sie war die einzige, die ihn beruhigen konnte, wenn er wieder einmal einen seiner sehr gefürchteten Wutanfälle erlitt.
1570 heiratete Karl IX. die österreichische Prinzessin Elisabeth, und Marie Touchet glaubte sich verlassen. Als sie jedoch die neue Königin traf, soll sie geäußert haben: „Die Deutsche macht mir keine Angst“ (französisch: „L’Allemande ne me fait pas peur“). Karl kehrte tatsächlich zu ihr zurück, obwohl er seine Frau ebenfalls zärtlich liebte. Aus der Beziehung entsprangen zwei Kinder:
- Sohn, früh gestorben
- Charles (* 28. April 1573; † 24. September 1650), Herzog von Angoulême und Großprior von Frankreich

Nach dem Tod Karls IX. im Jahr 1574 heiratete Marie Touchet 1578 François de Balzac, seigneur d’Entragues, mit dem sie zwei Töchter hatte:
- Marie Charlotte († 1646), Geliebte des Marschalls François de Bassompierre
- Catherine Henriette (1579–1633), Mätresse Heinrichs IV.